# Faggot (Einheit)

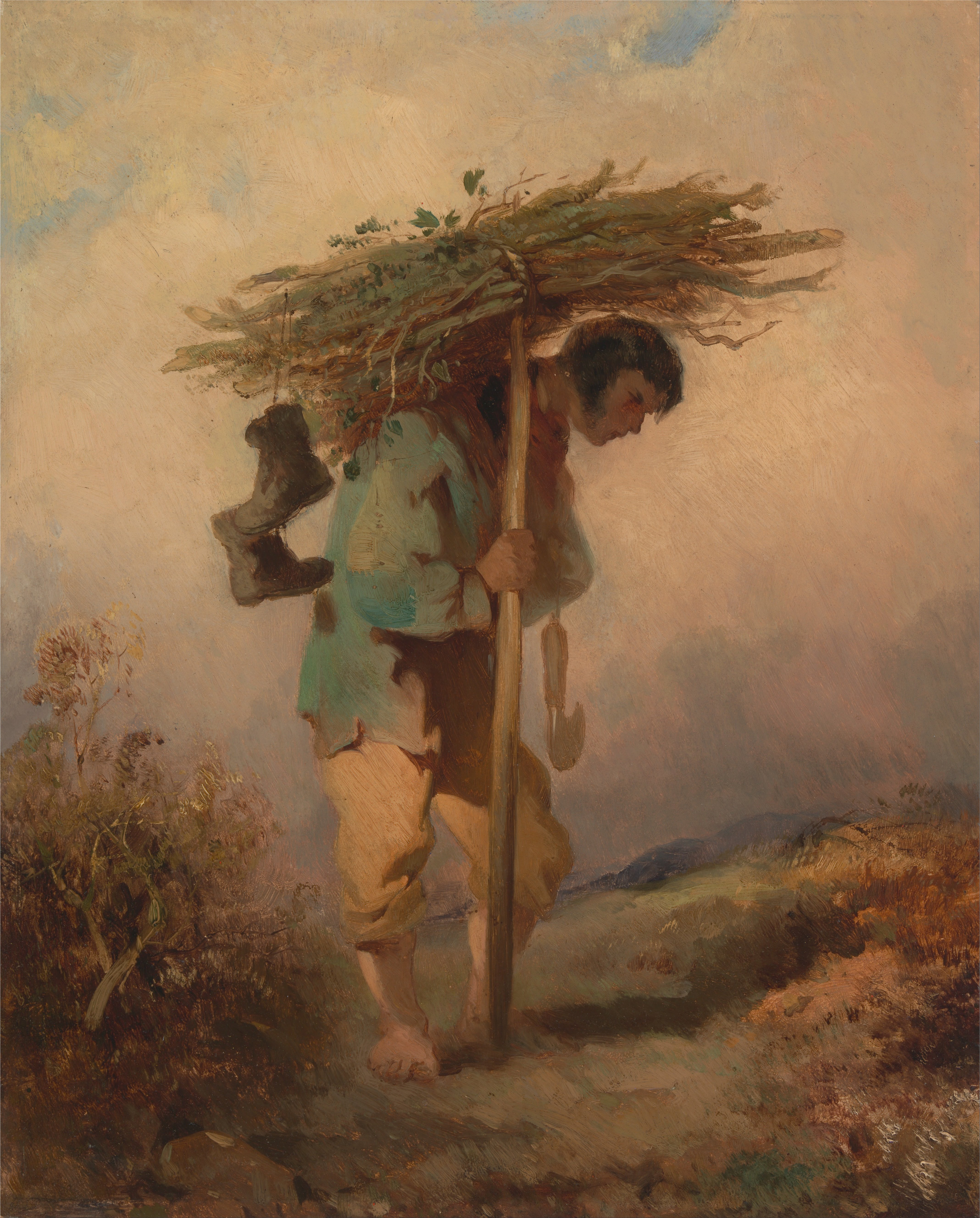
A Man Carrying Faggots, George Chinnery, um 1799

Ein Faggot ist ein veraltetes englisches Maß für Bündel. Alternative Bezeichnungen waren fagate, faget, fagett, faggott, fagot, fagatt, fagott, ffagott und faggat.
Als Short Faggot wurde ein Bündel von Feuerholz von 3 Feet (0,91 m) Länge und 2 Feet (0,61 m) Umfang bezeichnet. Als Long Faggot bezeichnete man ein Bündel von mehr als 3 Feet Länge.
Ein Faggot war auch ein englisches Massemaß (Gewichtsmaß) für ein Bündel aus Stahl- oder Eisen-Stücken. Ein Faggot entsprach 120 Pfund bzw. 54,43 Kilogramm.
Auf die umgangssprachliche Bedeutung als „Bündel (von Feuerholz)“ zurückgehend, wurden in England alte Frauen ab dem späten 16. Jahrhundert als faggots, was eventuell eine Kurzform von faggot-gatherer („Feuerholz-Sammlerin“) war, verunglimpft. Daraus entwickelte sich möglicherweise später das Schimpfwort faggot (Kurzform: fag) für homosexuelle Männer (vgl. auch Schwuchtel).
In der deutschen Sprache hat sich der Begriff nicht festgesetzt, sondern wurde nur als Reisigbündel sowohl im Zedler (Bd. 9, S. 94) als auch im Grimm (Bd. 3, Sp. 1236) genannt und 1865 in Heyse’s Fremdwörterbuch aufgenommen.